# Pilocrocis buckleyi
Pilocrocis buckleyi is een vlinder uit de familie van de grasmotten (Crambidae). De wetenschappelijke naam van de soort is voor het eerst gepubliceerd in 1895 door Herbert Druce.
Deze soort komt voor in Ecuador en Peru.